# Johannes Bitter
Johannes Bitter (2 de septiembre de 1982, Oldenburg, Alemania) es un jugador alemán de balonmano que juega en la posición de portero. Juega en el HSV Hamburg. Es miembro de la selección alemana.
Comenzó a jugar a balonmano en 1989 en el HSG Neuenburg/Bockhorn como jugador de campo. Tras jugar cuatro temporadas en el SG VTB/Altjührden, firmó con el Wilhemshavener HV, con el que consiguió el ascenso a la Bundesliga 1. Sus buenas actuaciones no pasaron desapercibidas y tras esa exitosa temporada firmó con uno de los clubes más poderosos de Alemania, el SC Magdeburg. En 2007, tras proclamarse campeón del mundo con la selección alemana y campeón de la Copa EHF, firmaría con el HSV Hamburg.

## Equipos
- Wilhemshavener HV (2002-2003)
- SC Magdeburg (2003-2007)
- HSV Hamburg (2007-2016)
- TV Bittenfeld (2016-2021)
- HSV Hamburg (2021- )

## Palmarés

### SC Magdeburg
- Copa EHF (2007)

### HSV Hamburg
- Supercopa de Alemania (2009 y 2010)
- Copa de Alemania (2010)
- Liga de Alemania (2011)
- Liga de Campeones de la EHF (2013)

### Selección nacional

#### Campeonato del Mundo
- Medalla de oro en el Campeonato del Mundo de 2007